# یوس جنتیوم
یوس جنتیوم (به لاتین: ius gentium:) به معنای «حقوق ملل» اصطلاحی است که از نظام حقوقی روم باستان وارد حقوق بین‌الملل امروزین شده‌است و به معنای حقوقی به کار می‌رود که بر تمامی ملت‌ها و مردمان حاکم است. معنای اصلی آن در حقوق روم چندان شفاف نیست گاه به معنای حقوقی به کار می‌رفت که بر تمامی مردمان (gentes) (یعنی صرفنظر از ملیتشان یا آزاد بودن و برده بودنشان) اعمال می‌شود و با حقوق طبیعی رومی در ارتباط است. ولی از سوی دیگر با توسعه طلبی رومی‌ها در ارتباط است. با غلبه رومی‌ها بر نواحی بسیاری در اطراف دریای مدیترانه نیاز به رسمیت شناختن حقوق آن‌ها در کنار حقوق روم و در دادگاه‌های رومی به دلیل گسترش بازرگانی با آن‌ها احساس می‌شد و اصطلاح نام برده به این دسته از قواعد حقوقی که در حقوق خصوصی روم موجود نبود، اشاره داشت و بیشتر برخی قواعد عرفی حقوقی را در بر می‌گرفت.